# Полынь крымская
Полынь крымская, или полынь таврическая - русскоязычное название ботанического вида Seriphidium fragrans, ранее включавшегося в род Полынь (Artemisia). Многолетнее растение, самый встречаемый представитель рода Полынь на Крымском полуострове.

## Ботаническое описание
Жизненная форма — полукустарник. Имеет жесткие, прямые, ребристые стебли высотой от 15 до 40 сантиметров. В верхней части стебли разветвляются веточками направленными вверх, короткими или немного удлиненными. Верхняя часть отмирает осенью и отрастает весной. Корни вертикальные, толстые, деревянистые, стержневые, маловетвистые. Растение густо покрыто паутинистыми волосками, которые существенно сохраняются до конца вегетационного периода. Растение из-за волосков приобретает беловатый или серый цвет.
Нижние стеблевые, верхние стеблевые и прицветные листья, а также листья бесплодных побегов различающихся по форме. Листья бесплодных побегов и нижние стеблевые листья черешковые, имеют от 1,5 до 2,5 сантиметра в длину и обладают овально-продолговатой, дважды или трижды пряморассечённой пластикой. Конечные дольки заостренные или туповатые, линейно-нитевидные, длиной 3—5 миллиметров. Верхние стеблевые листья почти сидячие и менее сложно рассечённые, чем нижние. Прицветные листья простые, имеют длину от 3 до 6 милиметров и линейно-нитевидную форму.
Цветет с августа по сентябрь. На веточках образуются метельчатые соцветия узкопирамидальной формы, черепитчатой оберткой. В мелких и многочисленных корзинках находится от шести до восьми трубчатых цветков.

## Распространение
Произрастает в Крыму и Предкавказье на глинистых солонцеватых почвах, в сухих степях и полупустынях, а также в виде рудерального и сорного растения. На территории Крыма обнаружены три формы полыни крымской, которые могут произрастать совместно и отличаются углами отхождения боковых побегов. Выделяют типичную, компактную и пирамидальную формы, которые могут быть раскидистыми или широкометельными.

## Значение и применение
С осенних заморозков по раннюю весну поедается овцами, но когда молодые побеги обретают горечь, то полынь крымская становится ядовитой для животных, особенно для лошадей и способна вызывать у животных сильное возбуждение, судороги и оглушение. Содержащиеся в растении обеинтол, терпен и таурицын ядовиты, а таурицын дополнительно негативно действует на вегетативную нервную систему. Для лошадей смертельная доза сухой полыни составляет от 250 до 270 грамм. Известен случай отравления полынью крымской за одну ночь 500 лошадей около Кизляра во время похода Петра I в Персию. В 1968 году в совхозе «Урожайненский» при летнем пастбищном содержании жеребят от поедания таврической полыни из 16 заболевших восемь пало. В этом же хозяйстве при скармливании сена с примесью полыни заболело большое число ярок годовалого возраста, 30 животных погибло. Отравление сеном с примесью данного вида происходит не очень часто и далеко не повсюду, но всё же сено со значительной примесью этой полыни следует давать животным с особой осторожностью.
Растение является эфиромасличным. Основными компонентами эфирного масла полыни крымской являются абиентол и пинен, также масло содержит сесквитерпеновые лактоны: тауремизин, артемин и таурин. Лекарства из полыни крымской используются наружно как болеутоляющее и улучшающее кровообращение средство, как антимикробные и противогрибковые препараты.

## Классификация

### Таксономия[6]
Seriphidium fragrans (Willd.) Poljakov, 1961, Trudy Inst. Bot. Akad. Nauk Kazakhst. S.S.R. 11: 173
Вид Полынь приморская относится к роду Seriphidium семействa Астровые (Asteraceae) порядка Астроцветные (Asterales). Кладограмма в соответствии с Системой APG IV:
|  |                                      |  |                                   |                                   |                    |  | ещё 10 семейств | ещё 10 семейств |                 |  |  |  | еще 34 подтвержденных вида |
|  |                                      |  |                                   |                                   |                    |  | ещё 10 семейств | ещё 10 семейств |                 |  |  |  | еще 34 подтвержденных вида |
|  |                                      |  |                                   | порядок Астроцветные              |                    |  |                 |                 | род Seriphidium |  |  |  |                            |
|  |                                      |  |                                   | порядок Астроцветные              |                    |  |                 |                 | род Seriphidium |  |  |  |                            |
|  | отдел Цветковые, или Покрытосеменные |  |                                   |                                   | семейство Астровые |  |                 |                 | Полынь крымская |  |  |  |                            |
|  | отдел Цветковые, или Покрытосеменные |  |                                   |                                   | семейство Астровые |  |                 |                 |                 |  |  |  |                            |
|  |                                      |  | ещё 63 порядка цветковых растений | ещё 63 порядка цветковых растений |                    |  |                 | ещё 1804 рода   | ещё 1804 рода   |  |  |  |                            |
|  |                                      |  |                                   | ещё 63 порядка цветковых растений |                    |  |                 |                 | ещё 1804 рода   |  |  |  |                            |

### Синонимы
- Artemisia erivanica  (Besser)  Grossh.
- Artemisia fragrans  Willd.
- Artemisia fragrans subsp. fragrans
- Artemisia fragrans var. fragrans
- Artemisia fragrans var. phyllostachys
- Artemisia lercheana  Weber ex Stechm.
- Artemisia lercheana var. lercheana
- Artemisia maritima var. erivanica  Besser
- Artemisia maritima var. meyeriana  Besser
- Artemisia meyeriana  (Besser)  Grossh.
- Artemisia oliveriana  Bunge
- Artemisia pendula  Schur
- Artemisia steveniana  Grossh.
- Artemisia taurica  Willd.
- Artemisia taurica var. taurica
- Seriphidium fragrans var. erivanicum  (Besser)  Y.R.Ling
- Seriphidium fragrans var. fragrans
- Seriphidium fragrans var. phyllostachys  (Boiss.)  Y.R.Ling